# Universitair kunstmuseum van Tartu
Het Universitair kunstmuseum van Tartu (Estisch: Tartu Ülikooli kunstimuuseum) is een kunstmuseum gelegen in de Estse stad Tartu, opgericht in 1803. Het museum herbergt een diverse collectie kunstwerken en artefacten uit verschillende tijdperken en culturen. Een opvallend kenmerk van het museum is de permanente tentoonstelling, bestaande uit originele gipsafgietsels van beeldhouwwerken uit het oude Griekenland, waaronder de Archaïsche, Klassieke en Hellenistische periodes. Het museum is een tak van het Universiteitsmuseum van Tartu.

## Mummiekamer
Het museum bevat ook een mummiekamer. Hier zijn twee echte gemummificeerde mensen en een gemummificeerde hond uit Egypte te zien. Deze mummies zijn overblijfselen van de Egyptische collectie van de Universiteit van Tartu, die in 1915 naar Rusland werd geëvacueerd.